# Nouvelle Air Affaires Gabon
Nouvelle Air Affaires Gabon ist eine Fluggesellschaft in Gabun mit Sitz in Libreville und Basis auf dem Flughafen Libreville Leon M'ba.

## Geschichte
Das Flugunternehmen wurde 1975 unter dem Namen Air Affaires Gabon von Raymond Bellanger gegründet. Im Jahr 1996 wurden Air Affaires Gabon und die Gabon Air Transport zusammengelegt; das Unternehmen fliegt seitdem unter dem Namen Nouvelle Air Affaires Gabon.
Die Gesellschaft wurde – unter dem Namen ihrer nicht mehr verfügbaren Website SN2AG – in der Liste der Betriebsuntersagungen für den Luftraum der Europäischen Union vom Landeverbot gabunischer Fluggesellschaften ausgenommen.

## Flotte

### Aktuelle Flotte
Mit Stand Juli 2022 besteht die Flotte der Nouvelle Air Affaires Gabon aus einem Flugzeug:
| Flugzeugtyp            | Anzahl | bestellt | Anmerkungen | Sitzplätze |
| ---------------------- | ------ | -------- | ----------- | ---------- |
| De Havilland DHC-8-300 | 1      |          |             | 50         |
| Gesamt                 | 1      | –        |             |            |

Möglicherweise ist noch eine Cessna 208B Grand Caravan im Einsatz.

### Ehemalige Flugzeugtypen
- Beechcraft 1900D
- Bombardier Challenger 601
- Raytheon Hawker 800XP